# Plunket Shield 2021/22
Der Plunket Shield 2021/22 war die 93. Saison des nationalen First-Class-Cricket-Wettbewerbes in Neuseeland und wurde vom 23. Oktober 2021 bis zum 15. April 2022 ausgetragen.

## Format
Die Mannschaften spielen acht Spiele in einer Division gegen jede andere. Für einen Sieg erhält ein Team zunächst 12 Punkte, für ein Unentschieden (beide Mannschaften erzielen die gleiche Anzahl an Runs) 6 Punkte. Soll kein Ergebnis erreicht werden und das Spiel in einem Remis enden, bekommen beide Mannschaften 0 Punkte, wenn das Spiel abgesagt wird, 2 Punkte. Zusätzlich besteht die Möglichkeit, in den ersten 110 Over des ersten Innings Bonuspunkte zu sammeln. Dabei werden jeweils bis zu 4 Punkte für erzielte Runs und für erzielte Wickets vergeben. Im Falle einer Reduktion der Spieldauer auf einen Tag wird ein Sieg mit 6 Punkten, ein Unentschieden mit 3 und ein Remis mit 2 Punkten honoriert, Bonuspunkte werden dann nicht vergeben. Des Weiteren ist es möglich, dass Mannschaften Punkte abgezogen bekommen, wenn sie beispielsweise zu langsam spielen oder der Platz nicht ordnungsgemäß hergerichtet ist. Am Ende der Saison ist der Sieger der Division der Gewinner des Plunket Shields.

## Resultate
Tabelle
Die Tabelle nach dem letzten Spieltag hatte die folgende Gestalt.
| Teams              | Sp. | S | N | U | R | A | Bat | Bwl | Ded | Punkte |
| ------------------ | --- | - | - | - | - | - | --- | --- | --- | ------ |
| Auckland           | 8   | 5 | 1 | 0 | 1 | 1 | 17  | 23  | 0   | 104    |
| Canterbury         | 8   | 4 | 1 | 0 | 3 | 0 | 16  | 28  | 0   | 92     |
| Northern Districts | 7   | 3 | 3 | 0 | 0 | 1 | 5   | 23  | 0   | 68     |
| Otago              | 8   | 2 | 4 | 0 | 2 | 0 | 12  | 25  | 0   | 61     |
| Wellington         | 8   | 2 | 6 | 0 | 0 | 0 | 7   | 27  | 0   | 58     |
| Central Districts  | 7   | 1 | 2 | 0 | 4 | 0 | 20  | 24  | 0   | 56     |

Sieg: 12 Punkte; Remis: 0 Punkte